# Crocidura pullata
Espèce
Statut de conservation UICN

 DD  : Données insuffisantes
Crocidura pullata ou Crocidure sombre est une espèce de mammifère de la famille des Soricidae.

## Distribution
Cette espèce se rencontre en Inde, en Afghanistan, au Pakistan, dans le Sud-Ouest de la république populaire de Chine et en Thaïlande. Elle est menacés en raison de la disparition de biotope.

## Description
L'holotype de Crocidura pullata, un mâle adulte, mesure 90 mm et porte une queue de 43 mm.

## Publication originale
- Miller, 1911 : Two New Shrews from Kashmir. Proceedings of the Biological Society of Washington, vol. 24, p. 241-242 (texte intégral).